# Jueria de Sagunt
La Jueria de Sagunt és l'antic barri jueu (o call) d'aquesta ciutat del Camp de Morvedre. Des del segle VIII i fins a 1868, Sagunt canvia la seua denominació per la de Morbyter, Murviedro (espanyol) o Morvedre (Valencià).

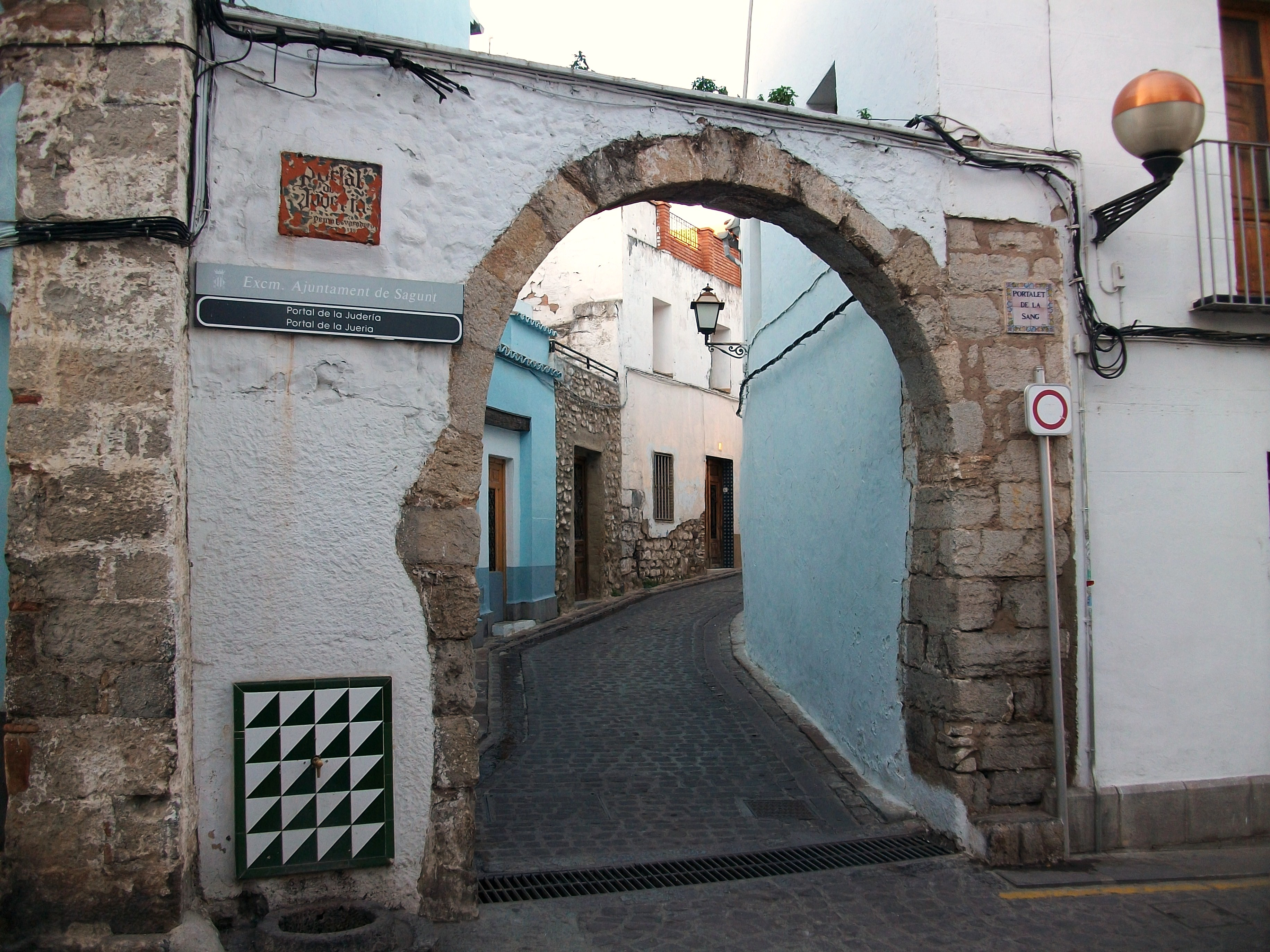
Portalet de la Jueria o de la sang

## Història
La presència hebrea a Sagunt és molt antiga. A partir d'inscripcions trobades en plaques de plom, es pot datar des de la fi del segle I o començament del II. Probablement són els documents més antics que conservem que confirmen la presència jueva en la península Ibèrica, potser a conseqüència de la diàspora posterior a la conquesta romana de Palestina i a la destrucció del temple de Salomó a Jerusalem, l'any 70.
Es coneix molt poc sobre els hebreus de Morvedre durant el període islàmic. Sia com sia, els jueus, en tant que dimmis, es beneficiaven d'una protecció particular per part dels àrabs, i podien practicar la seua religió i viure conforme a les seues pròpies normes sempre que no atemptaren contra l'Islam.
L'època millor documentada dels jueus a Morvedre és a partir del segle xiii i fins a la seua expulsió en 1492. Amb les conquestes de Jaume I, sobretot la de València el 1238, arriben famílies jueves al nou regne, provinents d'Aragó i de Catalunya, estimulades per les donacions de terres i pels privilegis atorgats pel rei Conqueridor. Així, famílies com els Vives col·laboren en la repoblació de Morvedre, on són bastant importants demogràficament com per a constituir una aljama, entitat administrativa pròpia.
La importància de la comunitat jueva morvedrina queda palesa en el fet que diversos jueus tenen determinats càrrecs públics, com per exemple el de batle, sobretot durant el regnat de Jaume I. Pròxims del poder reial, eren, als ulls dels reis, administradors eficaços. Tanmateix, en 1283 Pere el Gran prohibeix als jueus l'exercici dels càrrecs públics.
Les activitats dels jueus eren essencialment urbanes, i la majoria eren artesans o comerciants. Famosos foren els orfebres morvedrins, especialment els argenters. Al s. XV destaca Vidal Astori, al qual es qualifica com «argenter de la magestat del senyor rey».
La convivència entre comunitats no fou sempre pacífica, i les tensions augmentaren sobretot al segle xiv. Les dificultats econòmiques d'aquest segle unides a la pesta accentuaren les tensions socials i l'antisemitisme, malgrat la política proteccionista envers els jueus que mantingueren els monarques successius.
Per raons evidents de seguretat, però també per a preservar la seua identitat, l'aljama demanà en 1321 el permís, concedit per Jaume II, per a construir un mur que els separara de la resta de la ciutat. En realitat, es tractava simplement de tancar els carrers d'accés al barri, deixant-hi solament alguns passatges. Hui en dia es conserva una de les portes d'entrada, el Portalet de la Jueria.
En 1348 els unionistes de València assalten Sagunt i saquegen la jueria. I en 1363, durant la guerra contra Castella o guerra dels dos Peres, el barri jueu és novament objecte de pillatge i destrucció.
Les tensions arribaran al seu grau màxim l'any 1391, quan en juny esclata una revolta popular que assalta la majoria de les jueries de la península Ibèrica. La de València, la més important del regne, és completament destruïda i la seua població forçada a convertir-se al cristianisme. L'aljama de Morvedre va ser una excepció, perquè les autoritats municipals la protegiren, encara que els jueus hagueren de buscar refugi al Castell. Gràcies al seu estalvi, hui conserva el traçat original dels carrers i alguns altres elements visibles.
Com a conseqüència del seu estalvi, i de la destrucció d'altres jueries, la de Sagunt es va convertir en un nucli d'atracció, i l'afluència de jueus d'altres viles del regne va ser important en els anys posteriors. De fet, a partir del segle XV va esdevindre la principal del Regne de València.

### L'expulsió

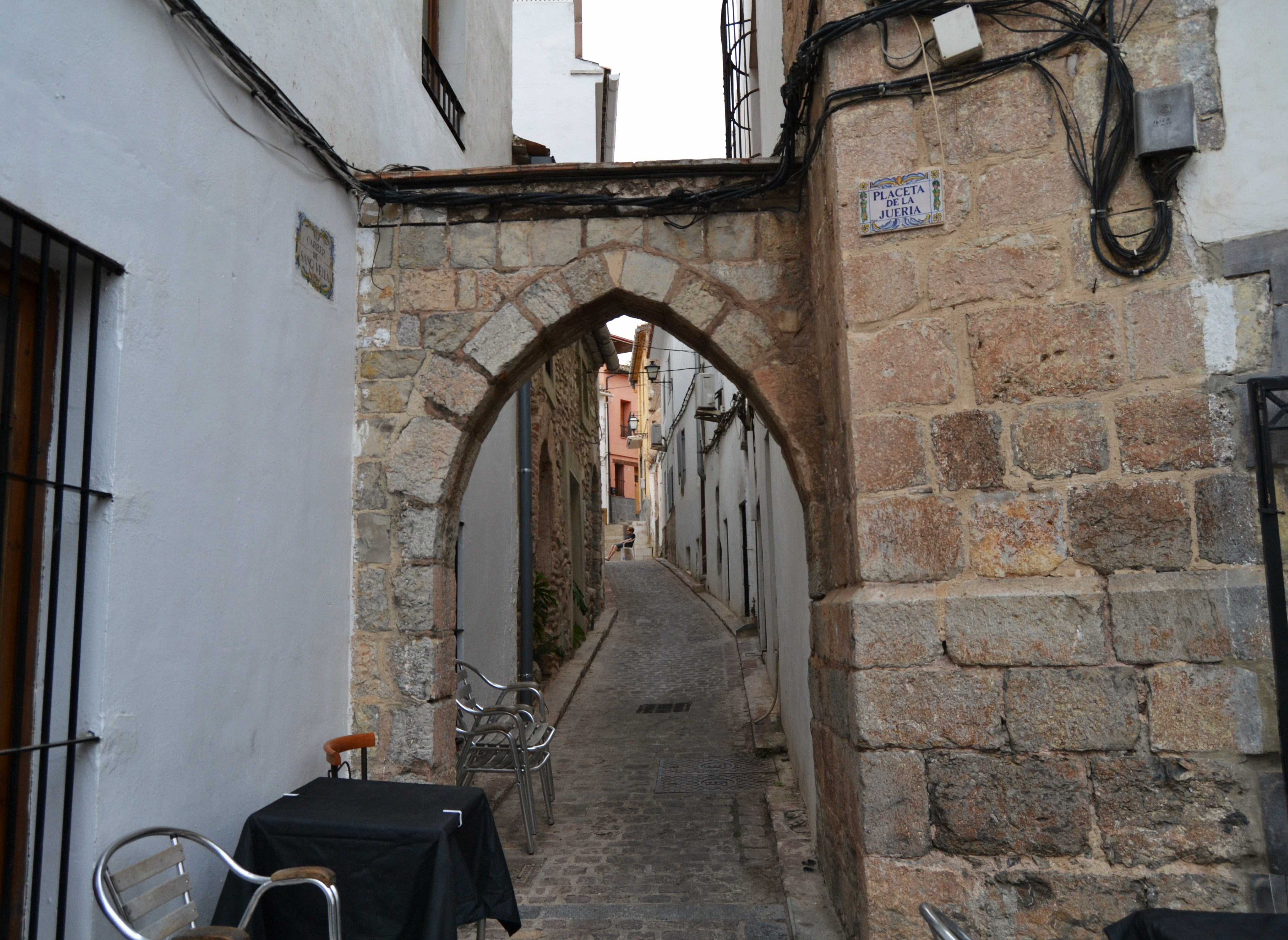
Inici del carrer Sang vella, a la placeta de la Jueria

El 31 de març de 1492 els Reis Catòlics signaven el decret de l'Alhambra o edicte d'expulsió dels jueus de les corones de Castella i d'Aragó. Al voltant de 700 jueus de Sagunt, xifra que suposava un terç dels seus habitants, hauran d'abandonar el país abans del 31 de juliol. Juntament amb altres jueus del territori valencià i d'aquells provinents d'Aragó, els morvedrins s'embarcaran al port de Sagunt per a dirigir-se principalment a Itàlia i al nord d'Àfrica.

## Situació
La jueria se situa a la part elevada de la ciutat, en el camí que porta al Castell, i té com a límit meridional el teatre romà. El barri comprenia el perímetre dels actuals carrers del Teatre romà per l'oest, de Mossèn Gaspar Batalla, pel nord, i carrer del Castell per l'est. En aquest últim es troba la porta d'entrada, el Portalet de la Jueria o Portalet de la sang. Es tracta d'un arc de mig punt pel qual s'accedeix al conjunt urbà. Després del 1391 i amb l'arribada d'altres famílies, el barri s'estén cap a l'est, de l'altre costat del carrer del Castell.

## Elements rellevants
La topografia urbana conserva pràcticament el mateix traçat de l'època medieval, amb els seus carrerons irregulars, els seus atzucacs i les seues placetes. Es poden apreciar encara hui alguns elements que ens parlen de la presència jueva:
- Sinagoga: desapareguda en l'actualitat, s'han trobat vestigis sota algunes cases del carrer Sang vella. Es pensa que fou construïda sobre el pòdium de l'antic temple de Diana, del qual es conserva encara un dels seus murs.[6]
- Torre de defensa: data probablement de 1366, després de la guerra dels dos Peres, i se situa a l'inici del carrer del Castell. És l'única torre dins de la vila, fet que explicaria el seu caràcter defensiu de la jueria pel costat nord-est.[6]Micvé

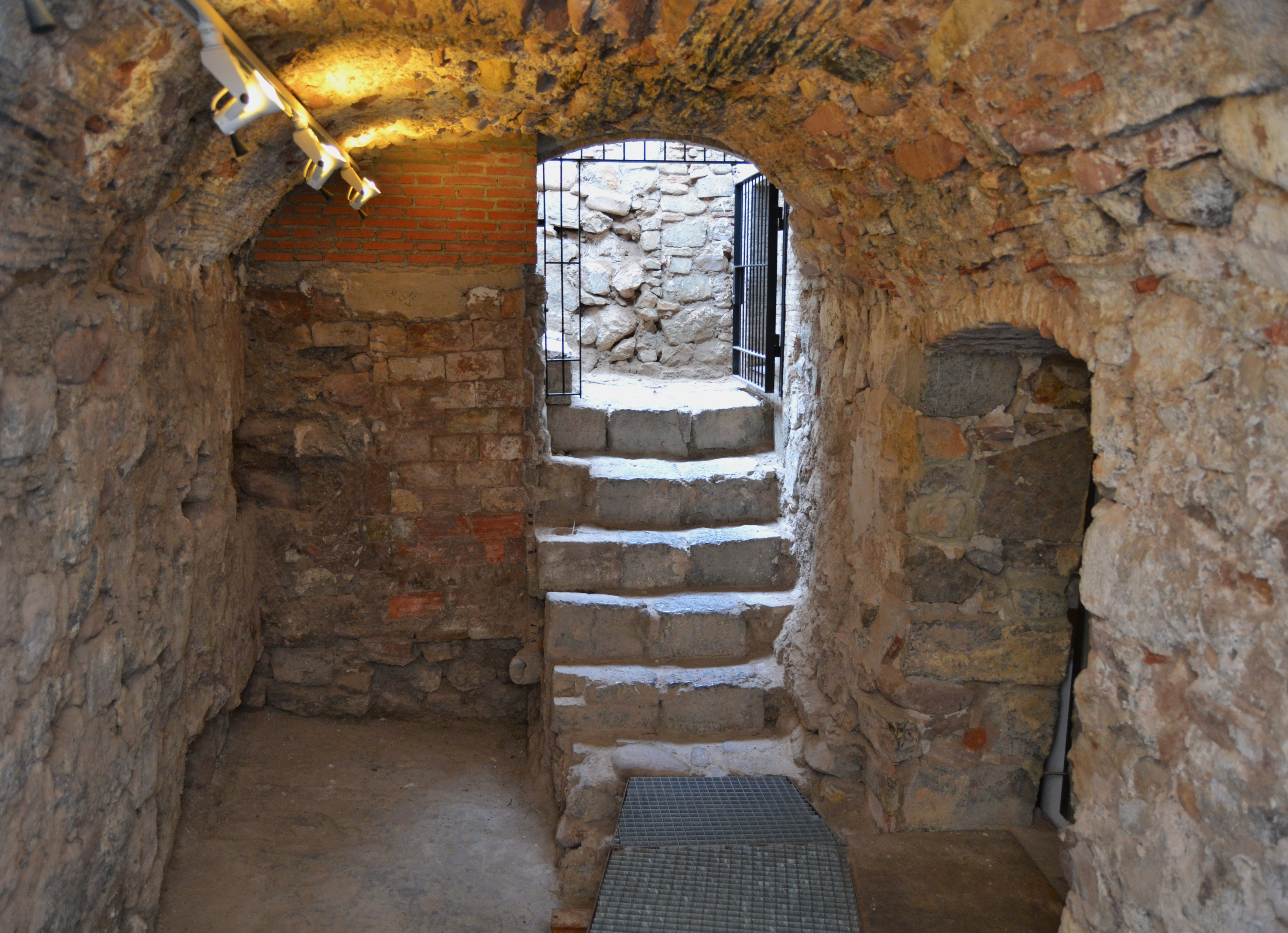
Micvé

- Micvé o bany ritual: és una petita sala amb volta al costat de la sinagoga. S'hi accedeix descendint una escala de dos trams i es pot veure l'embocadura de l'aixeta. Una bassa que arreplegava l'aigua de pluja alimentava el micvé.[6]
- Mezuzà o pergamí amb versicles de la Torà. Al marc dret del pòrtic d'una casa del carrer del Castell es troba el buit destinat a acollir el receptacle cilíndric amb la mezuzà.[6]
- Necròpolis: Manuel Civera identifica fins a tres zones cementerials jueves, situades darrere del teatre romà i al peu de les muralles del Castell, abastant una franja d'unes 4 hectàrees. Hi ha una seixantena d'hipogeus, a més dels soterraments. Les sepultures són individuals, en forma de trapezi i amb orientació nord-sud, el cap cap al sud. Amb els cossos s'han trobat diversos objectes (braçalets, arracades) en or i en argent.[6]